# Dicső Dániel
Dicső Dániel (Budapest, 1988. január 26. –) magyar rendező. 

## Életpályája
2006-2009 között a Színház- és Filmművészeti Egyetem hallgatója volt, televíziós műsorvezető-rendező szakon Rangos Katalin osztályában. 2009-től rendezőként és szövegkönyvíróként dolgozik.

## Színházi munkái
- Hárs Anna: Mákfagyi – rendező – Rózsavölgyi Szalon Arts & Cafe, Budapest (Ősbemutató 2025. február 13.)
- Florian Zeller: A fiú[8] – rendező – Bartók Kamaraszínház, Dunaújváros (Magyarországi bemutató: 2024. november 8.)
- Fejes Endre - Presser Gábor: Jó estét nyár, jó estét szerelem[9] – rendező – Szolnoki Szigligeti Színház (Bemutató 2024. szeptember 27.)
- Jonathan Larson: Tik-Tak… bumm![10] – rendező – Art-Színtér (Bemutató 2024. július 19. - Művészetek Völgye, 2024. október 18. Art-Színtér, Budapest)
- David Eldridge: Bármit mondhatsz[11] – rendező – Rózsavölgyi Szalon Arts & Cafe, Budapest (Magyarországi bemutató 2024. április 11.)
- Terry Johnson: Diploma előtt – rendező – Bartók Kamaraszínház, Dunaújváros (Bemutató: 2023. október 19.)
- Hárs Anna: Szívhang – rendező – Rózsavölgyi Szalon Arts & Cafe, Budapest (Ősbemutató 2023. március 30.)
- David Seidler: A király beszéde – rendező – Szolnoki Szigligeti Színház (Bemutató 2022. november 18.)
- David Eldridge: A kezdet – rendező – Rózsavölgyi Szalon Arts & Cafe, Budapest (Bemutató 2022. február 17.)
- Szakonyi Károly: A hatodik napon – rendező – Rózsavölgyi Szalon Arts & Cafe, Budapest (Bemutató 2021. október 26.)
- Alfred Uhry: Miss Daisy sofőrje – rendező – Veres1 Színház, Veresegyház (Bemutató 2021. október 16.)
- Jerry Mayer: Keresztül-kasul – rendező – Rózsavölgyi Szalon Arts & Cafe, Budapest (Bemutató 2021. július 5.)
- Terence MacNally: Ketten egyedül – Art-Színtér (Bemutató 2021. június 26. – Bethlen Téri Színház)
- Tóth Krisztina: Denevér – rendező – 3K Kaszásdűlői Kulturális Központ, Budapest (Online bemutató 2021. május 12.)
- Robert Harling: Acélmagnóliák – rendező – Veres1 Színház, Veresegyház (Bemutató 2020. október 24.)
- Michael John LaChiusa: Hello again – rendező – Pinceszínház, Budapest (Bemutató 2020. február 28.)
- Michael McKeever: Végszó – rendező – Rózsavölgyi Szalon Arts & Cafe, Budapest (Bemutató 2019. december 12.)
- Örkény István: Tóték – rendező – Veres1 Színház, Veresegyház (Bemutató 2019. október 26.)
- Shakespeare: Tévedések vígjátéka – rendező – 3K Kaszásdűlői Kulturális Központ, Budapest (Bemutató 2019. július 6.)
- Mark St. Germain: Táncórák – rendező  – Rózsavölgyi Szalon Arts & Cafe, Budapest (Bemutató 2018. szeptember 14.)
- Shakespeare: Rómeó és Júlia – rendező – 3K Kaszásdűlői Kulturális Központ, Budapest (Bemutató 2018. július 21.)
- "A Gálvölgyi" – alkotótárs, rendező – Játékszín, Budapest (Bemutató 2018. május 26.)
- Szakonyi Károly: Adáshiba – rendező – Dunakanyar Színház, Vác (Bemutató 2018. április 7.)
- Oleksandr Mardan: Valentin nap éjszakája – rendező – Rózsavölgyi Szalon Arts & Cafe, Budapest (Bemutató 2017. december 14.)
- Molnár Ferenc: Liliom – rendező – 3K Kaszásdűlői Kulturális Központ, Budapest (2017)
- Shakespeare: Sok hűhó semmiért – rendező – 3K Kaszásdűlői Kulturális Központ, Budapest (2016)
- Romain Gary (Émile Ajar): Salamon király szorong – rendező – Rózsavölgyi Szalon Arts & Cafe, Budapest (Bemutató 2016. június 9.)
- Szentivánéji piknik (utcaszínház) – rendező – 3K Kaszásdűlői Kulturális Központ, Budapest (2015. június 19.)
- Hindi Brooks: romance.com – rendező – Rózsavölgyi Szalon Arts & Cafe, Budapest (Bemutató 2015. február 12.)
- Vaszlij Szigarjev: Guppi – rendező – Pinceszínház, Budapest (Bemutató 2014. szeptember 26.)
- Grecsó Krisztián: Mellettem elférsz – videóeffektek – Rózsavölgyi Szalon Arts & Cafe, Budapest (Bemutató 2014. szeptember 12.)
- Alexander Breffort – Márguerite Monnot: Irma, te édes – rendező, szövegkönyv – Pinceszínház, Budapest (Bemutató 2014. május 9.)
- F. Knott: Gyilkosság telefonhívásra – rendező – Rózsavölgyi Szalon Arts & Cafe, Budapest  (Bemutató 2014. február 27.)
- Lévai Katalin: Párnakönyv – rendező – Rózsavölgyi Szalon Arts & Cafe, Budapest (Bemutató 2013. február 12.)
- A kappan, a csirke és a marabu... – rendező – Rózsavölgyi Szalon Arts & Cafe, Budapest (Bemutató 2012. december 29.)
- Polcz Alaine: Asszony a fronton – rendező, szövegkönyv – Rózsavölgyi Szalon Arts & Cafe, Budapest (Bemutató 2012. október 6.)
- Peter Shaffer: Equus – rendező – Thália Színház, Budapest (Bemutató 2011. november 16.)
- Bernardo Bertolucci – Gilbert Adair: Álmodozók – rendező – Thália Színház, Budapest (Bemutató 2010. március 24.)
- Franz Xaver Kroetz: Vadászat – rendező – IBS Színpad, Budapest

## Filmrendezői munkái
- Sorsfordító (2016)